# 無余涅槃
無余涅槃（むよねはん）、無餘涅槃（巴: anupādisesa-nibbāna）は、生理的欲求さえも完全になくしてしまうこと、つまり肉体を滅してしまって心身ともに全ての束縛を離れた状態。有余涅槃(うよねはん、sa-upadiesa-nibbana)と対比される。
涅槃とは悟りを得たということであり、全ての煩悩を断じ尽くしているはずであるが、実際には釈迦がさとりを得て、全ての煩悩を滅してしまったとしても、自らの生理的欲求は残っている。その状態を有余涅槃と呼び、その生理的欲求を「余」としている。

## 抜粋
Seyyathāpi pahārāda, yā ca loke savantiyo mahāsamuddaṃ appenti yā ca antalikkhā dhārā papatanti. Na tena mahāsamuddassa ūnattaṃ vā pūrattaṃ vā paññāyati 

evameva kho pahārāda, bahu cepi bhikkhū anupādisesāya nibbānadhātuyā parinibbāyanti. Na tena nibbānadhātuyā ūnattaṃ vā pūrattaṃ vā paññāyati.
パハーラーダ（人名）よ、世の中の河々が大海に流れても、雨が降っても、大海においては減ることも増えることもないように、

多くの比丘たちが無余涅槃に達するが、涅槃においては減ることも増えることもない。
—パーリ仏典,  増支部八集 ,19:パハーラーダ経, Sri Lanka Tripitaka Project

比丘如是修習七覺分已當得二種果

現法得漏盡無餘涅槃	或得阿那含果佛説此經已諸比丘聞
このように七覚支を修習した比丘は、二つの果を得る。

現法が完成し、無余涅槃を得る。あるいはこの法を聞いた比丘が、阿那含（不還）果を得る。
—雑阿含経 第27巻 